# Rezervația naturală Sitișchi
Sitișchi este o rezervație naturală silvică în raionul Camenca, Transnistria, Republica Moldova. Este amplasată în ocolul silvic Camenca, Sitișchi, parcela 32. Are o suprafață de 90 ha. Obiectul este administrat de Gospodăria Silvică de Stat Rîbnița.